# Bekzat Mustafina
Bekzat Mustafina (ur. 13 października 1983) – kazachska zapaśniczka walcząca w stylu wolnym. Dwukrotna uczestniczka mistrzostw świata. Zajęła 19. miejsce w 2005 i 2006. Brązowa medalistka mistrzostw Azji w 2005 roku.